# Fred Ewing Lewis
Fred Ewing Lewis (* 8. Februar 1865 in Allentown, Pennsylvania; † 27. Juni 1949 ebenda) war ein US-amerikanischer Politiker.
Lewis besuchte das Collegiate and Commercial Institute in New Haven, Connecticut und das Muhlenberg College in Allentown. Nach seinem Jurastudium wurde er 1888 in die Anwaltschaft aufgenommen und praktizierte in Allentown. 1896 sowie erneut 1902 war er Bürgermeister der Stadt.
Lewis wurde als Republikaner in den 63. Kongress gewählt und vertrat dort im US-Repräsentantenhaus den Bundesstaat Pennsylvania vom 4. März 1913 bis zum 3. März 1915. Danach widmete er sich wieder seinem früheren Beruf und wurde daneben auch im Bankengewerbe tätig. Von 1932 bis 1936 hatte er erneut das Amt des Bürgermeisters von Allentown inne. Lewis starb 1949 in seiner Heimatstadt und wurde auf dem Union-West End Cemetery beigesetzt.